# Numeri Fabi Buteó
|  | Per a altres significats, vegeu «Numeri Fabi Buteó (pretor 173 aC)». |

Numeri Fabi Buteó (llatí: Numerius Fabius M. f. M. n. Buteo) va ser un magistrat romà. Formava part de la gens Fàbia, una família patrícia, i pertanyia a la branca dels Fabi Buteó. Era germà del cònsol de l'any 245 aC, Marc Fabi Buteó.
Va ser elegit cònsol l'any 247 aC durant la Primera Guerra Púnica i va dirigir el setge de Drèpana. L'any 224 aC va ser mestre de la cavalleria del dictador Luci Cecili Metel.